# Van Hool A300
Le Van Hool A300, est un autobus fabriqué et commercialisé par le constructeur belge Van Hool, et mis en service de 1998 à 2001. 

## Historique
Après avoir produit les Van Hool A500 et A600, dérivés du prototype Van Hool A280, le constructeur belge mit au point le premier prototype des Van Hool A300 en 1991. Ce modèle allait jeter les bases de tous les autres autobus urbains créés par Van Hool jusque dans les années 2000.
L'A300 se distingue de ces prédécesseurs par une nouvelle carrosserie, plus rectangulaire, et un plancher plus bas obtenu en disposant le compartiment moteur au-dessus du niveau du plancher. Il est par conséquent plus aisé d'embarquer que sur un autobus de la génération précédente. Le plancher plat et l'absence de moteur à l'arrière permettent d'installer aisément une troisième porte ; la quasi-totalité des A300 seront utilisés en service urbain et dotés de trois portes.
Dès le début des années 1990, ce premier modèle de la nouvelle génération commença à se vendre en Belgique et à l'exportation ; Van Hool en dériva une version midibus, plus étroite (le Van Hool A308) et une version articulée (les AG300 ou AGG30). Une version midibus ayant la même largeur que l'A300 donnera lieu à un unique prototype, sans succès (Van Hool A310).
L'A300 a été produit en trois séries différentes, visuellement assez similaires, de 1991 à 2001.
Les trois modèles sont équipés de moteurs différents et sont disponibles en version CNG (Compressed Natural Gas).
Sur la base des Van Hool A300, le constructeur développera plus tard les A360, A320 et A330 ; il créera aussi des A500, A600, A508 et AG500 modifiés, avec une carrosserie à la manière des A300.
À partir de 2001, Van Hool développera une nouvelle génération d'autobus urbains (NewA308, NewAG300, NewA320, NewA330, NewA360, NewA600...). Le Van Hool A300, autobus standard à moteur médian, ne devait initialement pas avoir de successeur direct mais, plusieurs clients se montrant demandeurs, Van Hool développa le NewA300, produit à partir de 2004.

## Les différentes versions

### Van Hool A300 D1
Le Van Hool A300-D1 correspond à la première série des A300. Équipé d'un moteur MAN de 230 chevaux à 3 rapports Voith, il peut aller jusqu'à 70 km/h (limitée électroniquement). Ce moteur étant trop juste par rapport au gabarit et au poids du bus, celui-ci, ne dépassant généralement pas les 65 km/h, est réputé pour sa lenteur. Cette série sera produite de 1991 à début 1993.

### Van Hool A300 D2
L'A300-D2 correspond à la deuxième série. Il est plus souple, plus maniable et plus performant. Il est équipé du même moteur que l'A300-D1, mais dispose d'une boîte de vitesses 5 rapports ZF. Sa vitesse maximale est de 70 km/h (limitée électroniquement). Son apparence diffère légèrement de celle du D1, l'entrée du réservoir de carburant étant située sur l'arrière droit et non plus à gauche, près de la porte.

- Photos d'un Van Hool A300 D2.

### Version CNG

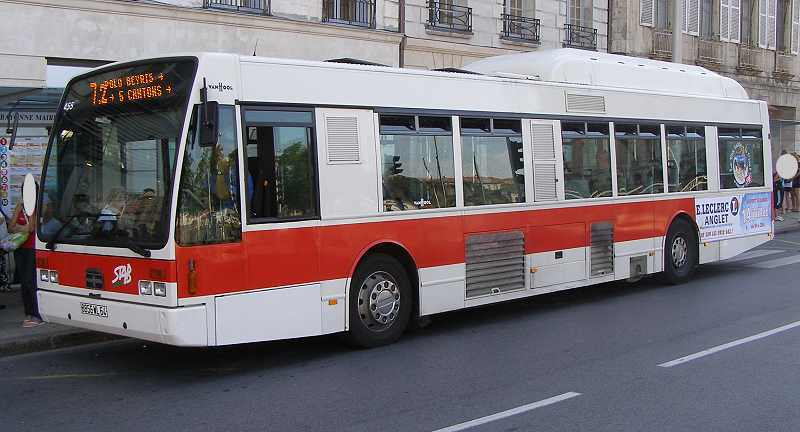
A300 CNG

Le Van Hool A300 CNG ou GPL est équipé d'un moteur fonctionnant entièrement au gaz naturel. Il s'agit toujours d'un moteur MAN, d'une puissance d'environ 230 chevaux. Ce modèle possède néanmoins toujours un petit réservoir à diesel (40 litres), qui sert exclusivement pour le chauffage. S'il montre des difficultés à atteindre des vitesses de pointe (70 km/h maximum), les démarrages sont souvent musclés. Les bonbonnes de gaz, protégées d'un cache, sont situées sur le toit.

### Van Hool A300T

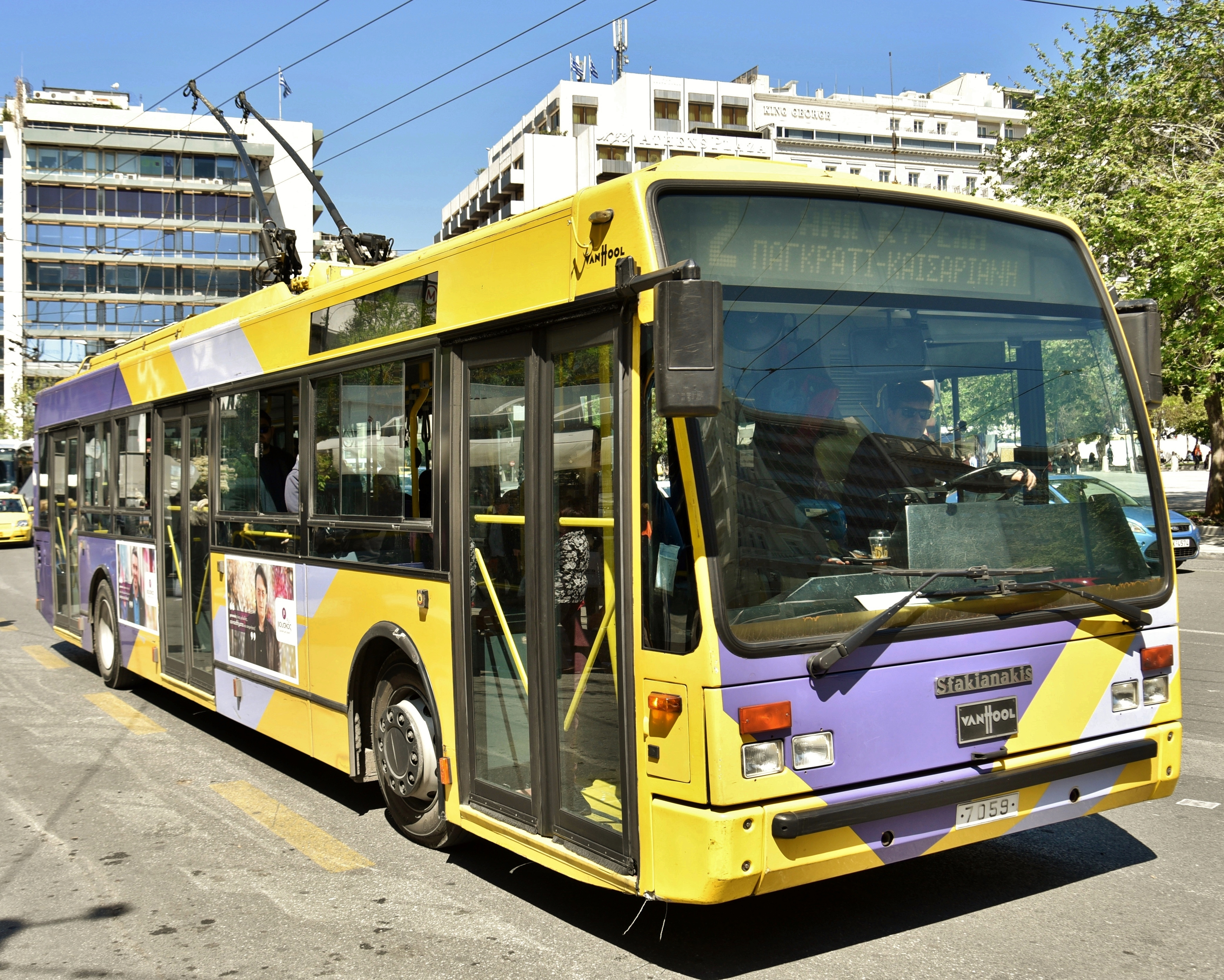
A300T athénien en 2019

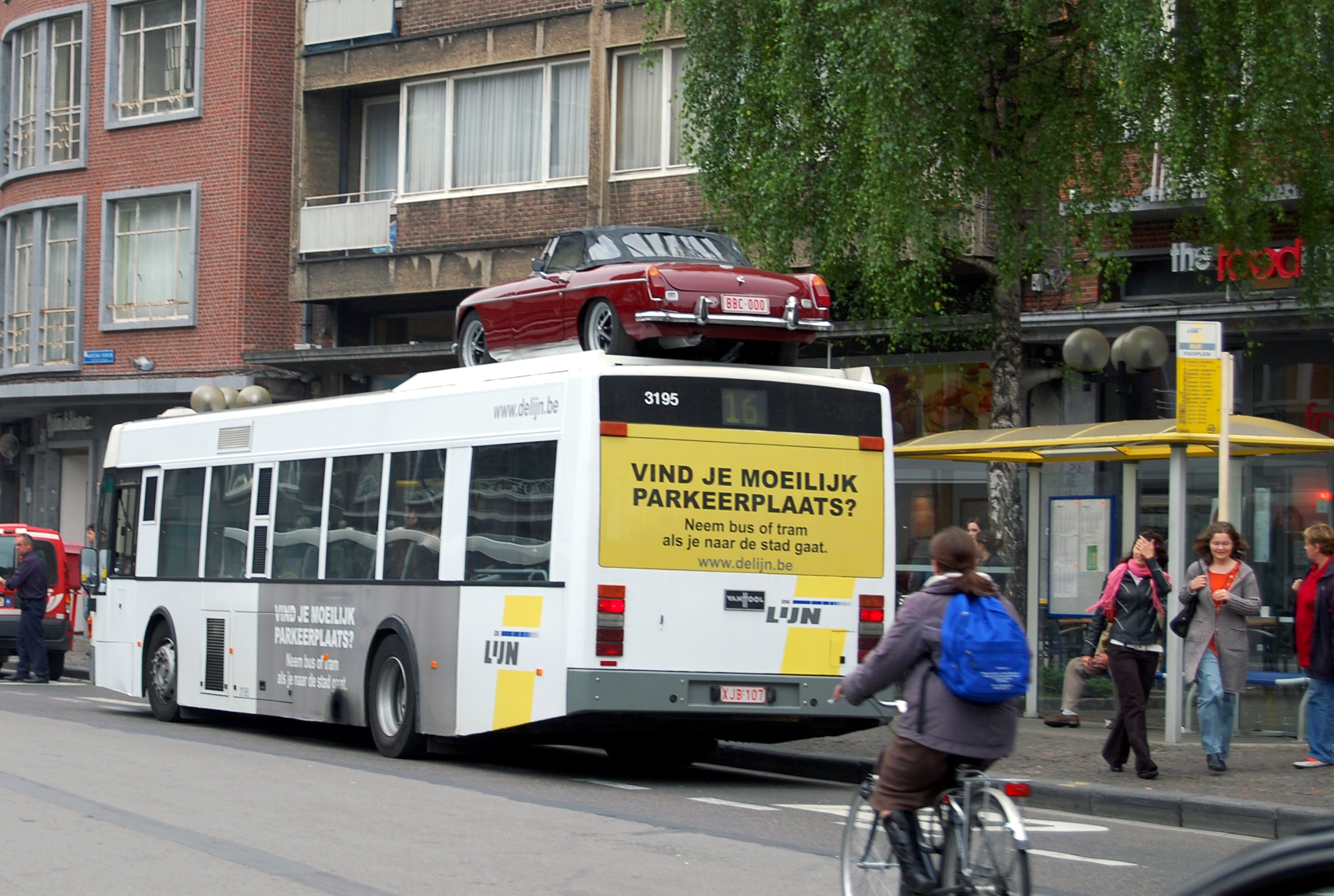
Bus De Lijn 3195

Version trolleybus du Van Hool A300. De nombreux A300T furent livrés à Athènes dans les années 1990.

### BusDe Lijn 3195
En 2006, le toit d'un bus Van Hool de la ligne 3195 du réseau belge De Lijn a été pourvu d'un ornement remarquable : une voiture de collection, dont le bus a fait la promotion, en 2007, dans une tournée à travers plusieurs villes flamandes.

## Caractéristiques
L'autobus fait en dimension 2,50x2,91x11,99 mètres et fait 19 tonnes en poids total autorisé en charge.
L'autobus peut transporter jusqu'à 26 passagers assis.

## Exploitants

### Belgique
- Bruxelles (STIB) : 160 véhicules à motorisation classique (40 A300 D1, 8700-8739 ; 60 A300 D2 8740-8799 et 60 A300 D3 8620-8679)[3] ainsi que 20 A300 CNG[3] (tous réformés). Les derniers A300 de la STIB, y compris ceux utilisés pour l’écolage, ont été réformés début janvier 2019, juste après la mise en place de normes antipollution plus strictes à Bruxelles[4].
- Flandre (De Lijn) : De Lijn a passé commande de nombreux A300 et A300 GNG, répartis entre plusieurs réseaux urbains, dont certains effectuaient aussi des missions en province. Il s'agissait du premier modèle intégralement à plancher bas de De Lijn[5].
  - Gand : plusieurs séries de Van Hool A300 ont été commandées (33 exemplaires (2782 à 2814) livrés début 1993[5] ; 35 autres (3372 à 3406) en 1996-97[6] et une dernière tranche de 18 exemplaires (3795 à 3812) livrés en 1999[7].  Les A300 gantois de la première tranche furent presque tous radiés entre 2007 et 2009 (sauf quatre parmi les plus anciens, mutés dans le brabant en 2004-2006 et radiés entre 2005 et 2009 après avoir servi pour l’écolage des conducteurs, ainsi que trois plus récents, radiés en 2014). Les autobus des deux autres tranches furent réformés de 2014 à 2016 ou transformés pour l’écolage.

### France
- Saint-Brieuc (TUB) : cinq véhicules.
- Besançon (Ginko) : 4 véhicules, aujourd'hui tous réformés
- Dijon (Divia) : 34 bus livrés entre février et décembre 1998 (du 201 au 234). À l’arrivée du tram à Dijon en 2012, les 20 premiers sont réformés (du 201 au 220), les 14 suivant (du 221 au 234) sont numérotés du 3101 au 3114. Aujourd’hui ces bus sont tous réformés .
- Blois (TUB puis Azalys) : 2 (8524 de 1997 et 8219 de 1998) aujourd'hui tous réformés.
- Quimper (QUB) : 3 véhicules (301, 302 et 303) datant de 1994, réformés en août 2008 (n°302), fin 2009 (n°303) et décembre 2010 (n°301).

## Préservation
Le Musée du transport urbain bruxellois possède deux anciens Van Hool A300 de la STIB :
- le 8685 (A300 CNG)[8]
- le 8662 (A300 D3)[9]

L’association A.S.T.R.D possède un A300 AF2 depuis février 2021 :
- Le 233 (numéro de châssis 26560) qui a fini sa carrière numéroté 3113. Ce bus sera remis au type STRD.
- Un second A300 Dijonnais est préservé par un collectionneur privé en Loir et Cher. Il s'agit du 3102 (ex 222).